# Paris (album de Supertramp)
Pour les articles homonymes, voir Paris (homonymie).
Albums de Supertramp
Breakfast in America
(1979) ...Famous Last Words...
(1982)
Singles
1. "Dreamer"
Sortie : septembre 1980 (US)
2. "Take the Long Way Home"
Sortie : octobre 1980 (UK)[2]
3. "Breakfast in America"
Sortie : novembre 1980 (US)[3]

Paris est le premier album en concert du groupe de rock britannique Supertramp. Enregistré principalement lors du concert du 29 novembre 1979 au Pavillon de Paris, il est publié le 1er septembre 1980 sur le label A&M Records et produit par Peter Henderson et Russel Pope. Le concert prend place dans le Breakfast in America Tour.
À l'origine, l'album aurait dû s'intituler Roadworks mais le titre Paris a finalement été choisi. L'album obtient un disque d'or, et atteint la huitième place dans le Billboard 200 à la fin de l'année 1980. La version en concert de Dreamer qui s'y trouve a atteint le US Top 20.

## Historique
D'après Roger Hodgson, Supertramp a plusieurs raisons d'enregistrer un album public à l'époque, notamment la volonté de présenter leurs chansons antérieures à Breakfast in America aux auditeurs américains, mais également le sentiment que certaines de leurs chansons sonnent mieux en concert qu'en studio. Cependant, il admet que la principale raison est le gain de temps : le groupe a la pression du succès de l'album Breakfast in America, et donc la contrainte de faire aussi mieux la fois suivante. C'est pour cette raison que le groupe préfère enregistrer un album en concert pendant sa tournée plutôt qu'un album studio. La tournée implique que le prochain album studio ne sortirait pas avant 1981 au plus tôt, Paris est alors vu comme une manière de « combler le vide ».
Grâce au studio mobile du groupe, plusieurs concerts au Canada et en Europe sont enregistrés pendant l'entièreté de la tournée. Lorsque Pete Henderson et Russel Pope, les producteurs de l'album, présentent les différents enregistrements au groupe et lui demandent de faire un choix parmi les différentes versions, les chansons sélectionnées proviennent presque intégralement du concert du 29 novembre 1979 au Pavillon de Paris. Le reste des chansons sélectionnées viennent d'une autre date à Paris, et des ajouts de la version studio sont effectués sur le rendu final, principalement pour les chants et pour les claviers de John Helliwell. Toutefois, Helliwell fait en sorte que les modifications en studio soient minimes par rapport à la plupart des albums en concert de l'époque : « Beaucoup de gens, lorsqu'ils font un album en concert, gardent juste la batterie et la basse et refont tout le reste. »
Le réalisateur et producteur cinématographique Derek Burbidge filme tous les concerts en format 16 mm, sauf cinq chansons (A Soapbox Opera, You Started Laughing, From Now On, Ain't Nobody But Me et Downstream) afin de réduire les dépenses et permettre à l'équipe technique d'apprécier le spectacle. A&M Records commande la réalisation de clips musicaux à partir des versions en concert de trois chansons, Dreamer, The Logical Song et Asylum. Peter Clifton estt chargé de leur montage aux côtés de Sarah Legon, et étend même son travail à dix autres chansons. En revanche, le studio n'ayant pas passé de commande pour treize clips, Clifton retourne chez lui, à Sydney, emportant les pellicules dans ses bagages.
La setlist de l'album contient la quasi intégralité des chansons de l'album Crime of the Century sorti en 1974 (sauf If Everyone Was Listening), trois chansons de Crisis? What Crisis? (1975), deux d'Even in the Quietest Moments (1977), trois de Breakfast in America (1979) et You Started Laughing, la face B de la chanson Lady de Crisis? What Crisis?. Le tube Give a Little Bit est interprété lors de la tournée, mais n'est pas inclus à l'album car, d'après Hodgson « nous avons été surpris lors de l'écoute des versions en concert de la chanson de la mauvaise qualité de l'entièreté des enregistrements. Aucune version n'était suffisamment correcte pour entrer dans l'album. »" Parmi les autres chansons interprétées lors de la tournée mais pas comprises dans l'album, on retrouve Goodbye Stranger, Even in the Quietest Moments, Downstream, Child of Vision et Another Man's Woman. Toutes ces chansons, y compris Give a Little Bit, sont par la suite éditées et publiées dans le deuxième disque en concert de l'édition Deluxe de Breakfast in America (2010) et dans le double CD/DVD Live in Paris '79.

## Remasterisation et DVD
Série
70-10 Tour
Pour plus de détails, voir Fiche technique et Distribution.
En juillet 2006, les enregistrements originaux de l'album se font dans la grange californienne du percussionniste du groupe Bob Siebenberg, aux côtés d'enregistrements vidéo. Cet ensemble est envoyé aux Cups 'N Strings Studios de Woodland Hills, Californie, pour être remasterisés digitalement. Initialement en mauvais état, les bandes peuvent être entièrement transférées en format digital.
En 2010, Clifton est contacté pour obtenir les bandes audio et vidéo des trois clips initialement commandés, avec pour objectif de créer un film du concert de Paris. Les enregistrements sont transférés à Roger Hodgson lorsqu'il donne des concerts à Sydney. Quand le manager de Supertramp Dave Margereson et Eagle Rock Entertainment (en) proposent de couvrir les frais de post-production, Clifton accepte de travailler sur le projet, l'entamant en Australie avant son déménagement à Londres pour la dernière partie du montage. Dans la version proposée par Clifton, on retrouve un parallèle évident avec son travail sur le film du concert The Song Remains the Same de Led Zeppelin, ce qui est remarqué par le groupe qui le fait modifier sur la version finale. Le son est remixé par Peter Henderson et l'ingénieur du son des débuts de Supertramp, Russel Pope, à partir du multi-tracks original.
Le film du concert est commercialisé le 27 août 2012 sous le titre Live in Paris '79, avec des éditions en DVD et disque Blu-ray. Hodgson exprime par la suite son désaccord avec le projet final, disant que le reste du groupe a fait la majorité des décisions sans le concerter. De plus, cette version contient des erreurs d'attribution des crédits sur la pochette, certaines chansons étant uniquement créditées Davies ou Hodgson au lieu de Hodgson/Davies. Le DVD est réédité en 2015 avec le concert au complet sur deux CD et avec les bons crédits sur la pochette.

## Titres
Toutes les chansons sont signées Rick Davies/Roger Hodgson. Les pistes sont présentées telles que sur le 33-tours originel et la numération fait référence à la réédition sur disque compact.

### Album
| Disque 1 Face 1 School – 5:41 Ain't Nobody but Me – 5:12 The Logical Song – 4:12 Bloody Well Right – 4:26 Face 2 Breakfast in America – 2:40 You Started Laughing – 4:03 Hide in Your Shell – 6:52 From Now On – 6:10 | Disque 2 Face 3 Dreamer – 3:44 Rudy – 7:08 A Soapbox Opera – 4:51 Asylum – 6:51 Face 4 Take the Long Way Home – 4:57 Fool's Overture – 10:57 Two of Us – 1:25 Crime of the Century – 6:31 |

### DVD et Blu-Ray
Le Blu-Ray du concert sort le 27 août 2012. Il est principalement construit à partir du concert donné par le groupe le 1er décembre 1979 sur la scène du Pavillon de Paris. Le concert est remixé et est proposé ici en HD 1080p à partir du film d'origine de 1979, en 5.1 et DTS HD Master Audio 5.1.

#### Titres
1. School
2. Bloody Well Right
3. Goodbye Stranger
4. Breakfast in America
5. Hide in Your Shell
6. Asylum
7. Even in the Quietest Moments
8. Give a Little Bit
9. Dreamer
10. Rudy
11. Take the Long Way Home
12. Another Man's Woman
13. Child of Vision
14. Fool's Overture
15. Two of Us
16. Crime of the Century
17. From Now On

#### Bonus
Avec des visuels et une sonorité remixés, mais sans vidéo.
1. Ain't Nobody but Me
2. You Started Laughing
3. A Soap Box Opera
4. From Now On
5. Downstream

## Musiciens
- Rick Davies : chant principal et chœurs, piano acoustique et électronique Wurlitzer, orgue Hammond, synthétiseurs, clavinet, harmonica et tambourin
- Roger Hodgson : chant principal et chœurs, guitare électrique et acoustique, pianos, synthétiseurs
- John Helliwell : saxophones, clarinette, synthétiseurs, chœurs, présentation des chansons (en français)
- Dougie Thomson : basse, chœurs
- Bob Siebenberg (crédité sous le nom Bob C. Benberg) : batterie, percussions

## Équipe technique

### Album de 1980
- Production : Peter Henderson, Russel Pope
- Ingénieurs du son : Bernie Grundman, Peter Henderson, Russel Pope
- Mixage : Bernie Grundman
- Mastering : Bernie Grundman
- Remastering : Greg Calbi, Jay Messina
- Manager de la production : "Spy" Matthews
- Éclairage : Ken Allardyce, Tony Shepherd
- Écrans : Ian Lloyd "Biggles" Bigsley
- Système son : Norman Hall, David Farmiloe, Mick Berg, Chris "Smoother" Smyth
- Système d'éclairage : Patrick O'Doherty, Roger Grose, Tam Smith
- Mise en place de la scène : Patrick Ampe, Van Annonson, Steve Dabbs
- Technicien piano : Edd Kolakowski
- Projection : Gus Thomson
- Suspensions : George Packer, Jade Dearling
- Direction artistique : Mike Doud
- Design : Mike Fink
- Illustration sur la pochette : Cindy Marsh
- Photographie : Mark Hanauer, Steve Smith
- Sous-titres : David Margereson

### Réédition d'A&M de 2002
La réédition d'A&M Records de 2002 est masterisée à partir des bandes originales par Greg Calbi et Jay Messina à Sterling Sound, à New York la même année. La réédition a été supervisée par Bill Levenson, la direction artistique confiée à Vartan, le design à Mike Diehl et la production coordonnée par Beth Stempel.

## Charts & certifications

### Album
Charts
| Pays                                 | Durée du classement | Meilleur classement | Date              |
| ------------------------------------ | ------------------- | ------------------- | ----------------- |
| Allemagne (GfK Entertainment)        | 48 semaines         | 5e                  | 27 octobre 1980   |
| Australie (ARIA Charts)              | 11 semaines         | 3e                  | 20 octobre 1980   |
| Autriche (Ö3 Austria Top 40)         | 28 semaines         | 7e                  | 1er novembre 1980 |
| Canada (RPM)                         | 9 semaines          | 3e                  | 22 novembre 1980  |
| Espagne (Promusicae )                | 1 semaine           | 97e                 | 12 novembre 2006  |
| États-Unis (Billboard 200)           | 26 semaines         | 8e                  | 1er novembre 1980 |
| France (SNEP)                        | 28 semaines         | 9e                  | 19 octobre 1980   |
| Italie (FIMI)                        | -                   | 18e                 | 1981              |
| Norvège (VG-lista)                   | 12 semaines         | 6e                  | 13 octobre 1980   |
| Nouvelle-Zélande (RMNZ Albums Top40) | 19 semaines         | 1er                 | 26 octobre 1980   |
| Pays-Bas (MegaCharts)                | 35 semaines         | 2e                  | 18 octobre 1980   |
| Royaume-Uni (UK Albums Chart)        | 17 semaines         | 7e                  | 5 octobre 1980    |
| Suède (Sverigetopplistan)            | 4 semaines          | 12e                 | 3 octobre 1980    |

### Certifications
| Pays             | Certification | Ventes    | Date              |
| ---------------- | ------------- | --------- | ----------------- |
| Allemagne        | Or            | 250 000 + | 1981              |
| Canada           | Platine       | 100 000 + | 1er décembre 1980 |
| États-Unis       | Or            | 500 000 + | 10 décembre 1980  |
| France           | Or            | 100 000 + | 1980              |
| Nouvelle-Zélande | Platine       | 15 000 +  | 30 novembre 1980  |
| Royaume-Uni      | Or            | 100 000 + | 10 octobre 1980   |

### Single
| Single                        | Chart             | durée du classement | Position | Date              |
| ----------------------------- | ----------------- | ------------------- | -------- | ----------------- |
| Take the Long Way Home (live) | (Single Top 100)  | 8 semaines          | 53e      | 17 novembre 1980  |
| Take the Long Way Home (live) | (Single Top 100)  | 4 semaines          | 32e      | 1er novembre 1980 |
| Dreamer (live)                | (Mega Top 50)     | 5 semaines          | 31e      | 7 février 1981    |
| Dreamer (live)                | (RPM Top Singles) | 9 semaines          | 1er      | 6 décembre 1980   |
| Dreamer (live)                | (Hot 100)         | 14 semaines         | 15e      | 8 novembre 1980   |
| Breakfast in America (live)   | (Hot 100)         | 8 semaines          | 62e      | 20 décembre 1980  |

### DVD
| Chart (2012)        | Plus haute position |
| ------------------- | ------------------- |
| Australie           | 17                  |
| Belgique (Flandres) | 6                   |
| Belgique (Wallonie) | 1                   |
| Espagne             | 5                   |
| Danemark            | 10                  |
| Italie              | 5                   |
| Pays-Bas            | 1                   |
| Royaume-Uni         | 5                   |
| Suède               | 3                   |
| Suisse              | 1                   |